# Ceppo di Gré
Con Ceppo di Gré, noto anche con il nome del Ceppo del lago d'Iseo, si indica una pietra naturale esclusiva, di colore grigio-azzurro, estratta nella località omonima di Gré, alle pendici del Monte Clemo, sulla sponda nord-occidentale del lago d'Iseo, fra i Comuni di Castro e Solto Collina, in provincia di Bergamo.

## Geologia
Il Ceppo di Gré è una pietra relativamente giovane, in quanto si è formata nel Pleistocene inferiore. Fa parte delle rocce sedimentarie clastiche; in particolare è una breccia monogenica dolomitica, ovvero una cementazione calcarea di clasti dolomitici franati a valle dalle pendici del Monte Clemo e successivamente compressi dai ghiacci.

## Storia

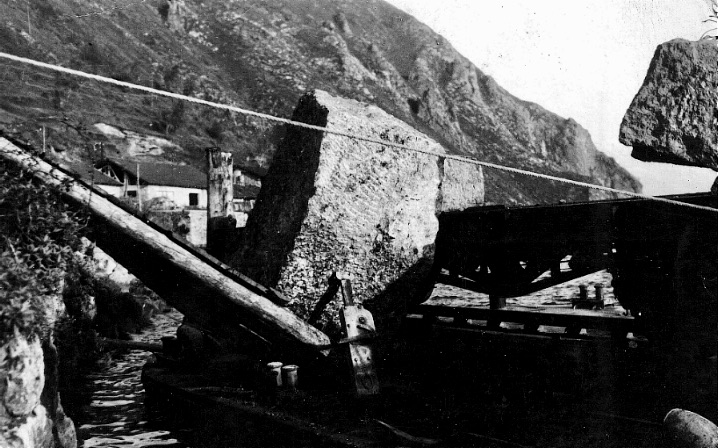
I blocchi di Ceppo di Gré venivano lizzati sulle chiatte, destinati al terminale ferroviario di Paratico (BS) e successivamente avviati alle segherie italiane dell'epoca.

Il Ceppo è una pietra ornamentale dell'architettura lombarda. Il nome deriva dalla parola "Cepp", che nel dialetto milanese significa roccia con ciottoli. Il suo utilizzo risale all'epoca romana, ma il maggior impiego nelle costruzioni fu durante il dominio spagnolo, per poi rifiorire durante il periodo fascista e nel dopoguerra.
Il materiale veniva estratto in varie zone nella alta pianura lombarda, ma i giacimenti più importanti si trovavano lungo i fiumi Adda e Brembo, dove attraverso i Navigli raggiungevano la città di Milano. Fu solamente nei primi anni del '900 che si diede inizio all'estrazione dalle cave di Gré.
Dai fiumi al lago, dal Ceppo dell'Adda e dal Ceppo del Brembo, cavati lungo le rive degli omonimi fiumi, si iniziò la coltivazione del Ceppo di Gré, che viene estratto sulla sponda bergamasca del lago d'Iseo, si passò dal trasporto sui barconi, ai blocchi caricati sulle chiatte, che vennero sostituite dal carico su autocarri, percorrendo la strada litoranea. Negli anni sessanta vennero chiuse le ultime cave di Trezzo d'Adda. Si passò da migliaia di addetti all'inizio del secolo scorso, dediti all'estrazione e alla lavorazione dei Ceppi provenienti dalle varie cave in Lombardia a una sola azienda, che con poco più di 20 unità, grazie alla capacità e alle moderne tecnologie estrattive e della trasformazione della pietra, prosegue in questa attività, esportando oggi il Ceppo di Gré in tutto il mondo.
Ceppo di Gré è ancora oggi il nome commerciale utilizzato per tale pietra da oltre un secolo da Marini Marmi Srl, che ha anche registrato il marchio.

## La cava di Gré

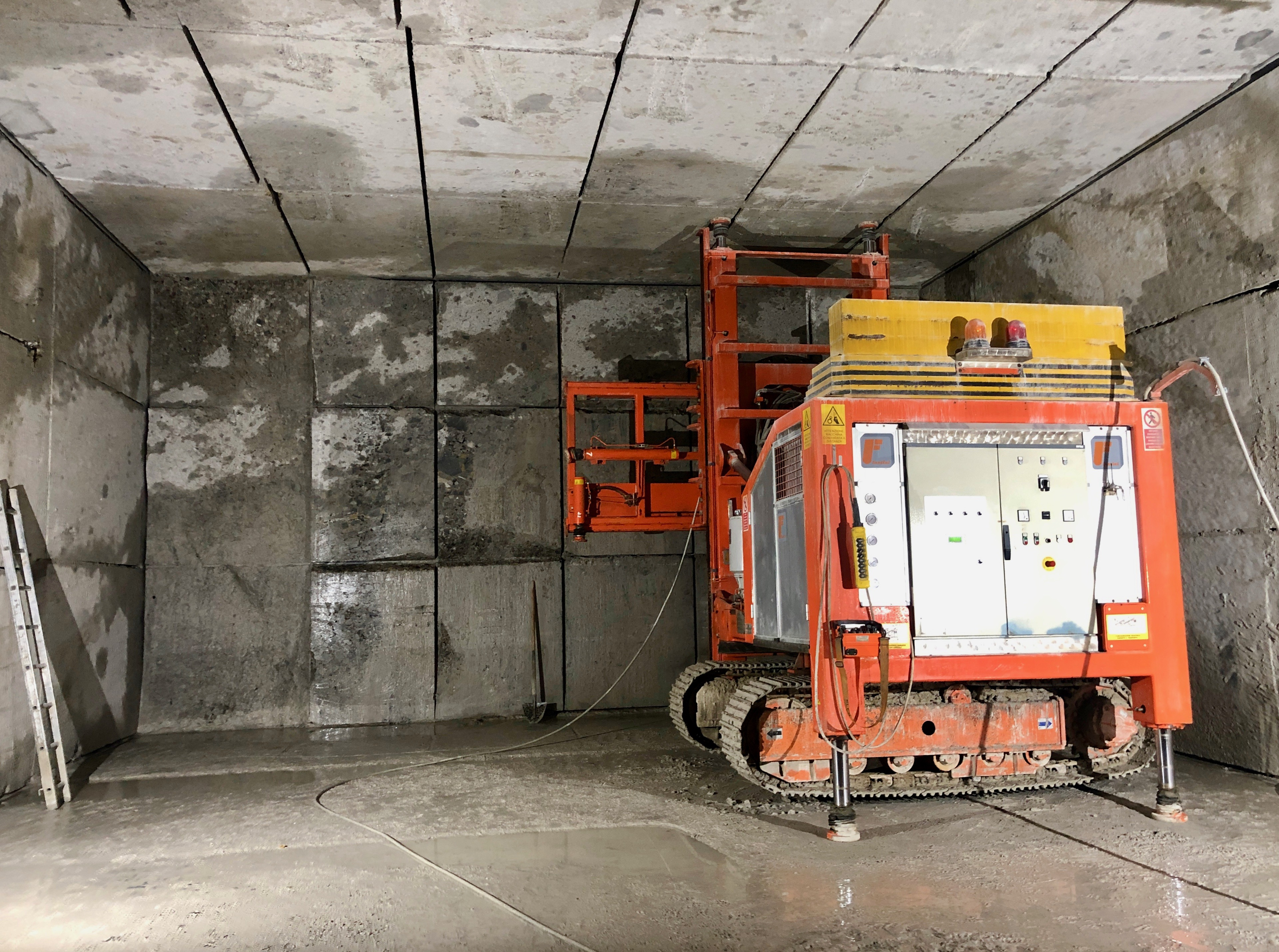
Avanzamento in sotterraneo nella cava di Ceppo di Gré. Segatrice a catena cingolata al lavoro.

In oltre un secolo di attività sono state adottate varie tecniche di estrazione. Le aziende presenti erano cinque, che operavano su altrettanti fronti di cava. La coltivazione avveniva mediante l'impiego di esplosivo: a monte, in prossimità di fratture naturali veniva praticato un foro verticale, chiamato in dialetto bergamasco "baramina", eseguito mediante percussione e rotazione manuale con l'uso di mazze e utensili forgiati, successivamente il foro veniva caricato e borrato con polvere nera e fatto brillare, staccando dal monte grossi massi che venivano riquadrati e lavorati a punta e tagliati mediante l'uso di cunei di ferro o di legno impregnati d'acqua, inseriti nei fori in continuo, praticati in precedenza. I blocchi venivano poi caricati mediante lizzatura su chiatte per essere avviati ai vari laboratori. Negli anni '20 si diede inizio alla costruzione dello stabilimento e della prima segheria di blocchi sulla sponda del lago, nella stessa località, ma sul territorio del Comune di Castro. Si passò poi negli anni '30 alla tecnologia del filo elicoidale, meno devastante e più industrializzata. L'esplosivo veniva utilizzato solamente per eseguire le trincee dove venivano posizionati i montanti sui quali erano montati i volani, oppure per agevolare il ribaltamento delle bancate tagliate. le lunghe tese di filo correvano, trasportando la miscela abrasiva e raffreddato dall'acqua. I banchi tagliati venivano poi attestati in blocchi da telaio, della lunghezza di circa tre metri, praticando fori continui che venivano staccati con l'uso di cunei spacca roccia. La velocità di taglio era di circa 1 m²./h. Questa tecnologia venne soppiantata negli anni '80 con l'introduzione della sezionatrice a filo diamantato in cava. Nel 1993 si diede inizio a un nuovo sistema di estrazione, trasferendo la coltivazione da cielo aperto a sotterraneo. Dopo una fase sperimentale durata circa tre anni, si è proceduto alla realizzazione, mediante l'uso di segatrici a catena e a filo diamantato, di gallerie all'interno della montagna, dal quale vengono estratti i blocchi squadrati in ogni condizione meteorologica, con maggiore sicurezza sul lavoro e notevole riduzione dell'impatto ambientale.

## Impieghi

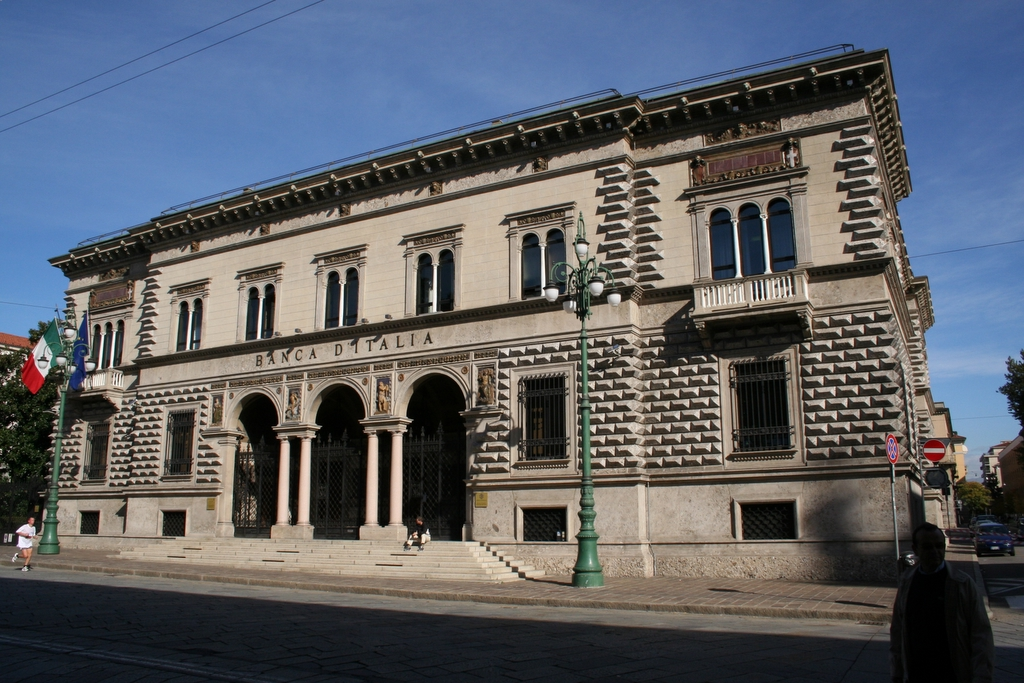
Palazzo della Banca d'Italia a Bergamo

Il Ceppo di Gré è una pietra non geliva e resistente agli acidi e al sale. A differenza di altre rocce non si sfalda, ma si consolida generalmente con il passare del tempo. I trattamenti superficiali possibili sono la levigatura (non si lucida), la bocciardatura, la sabbiatura, la spuntatura, la spazzolatura e le moderne finiture effettuate con getto d'acqua ad alta pressione o laser. La porosità può rimanere pressoché aperta per rivestimenti verticali, oppure stuccata a cemento per pavimentazioni o per applicazioni negli arredi di interni. Lo spessore minimo segato è 2 cm., ma per soddisfare particolari richieste atte a ridurre il peso del materiale si può raggiungere lo spessore di 5 mm. di pietra, applicata su pannelli alveolari.

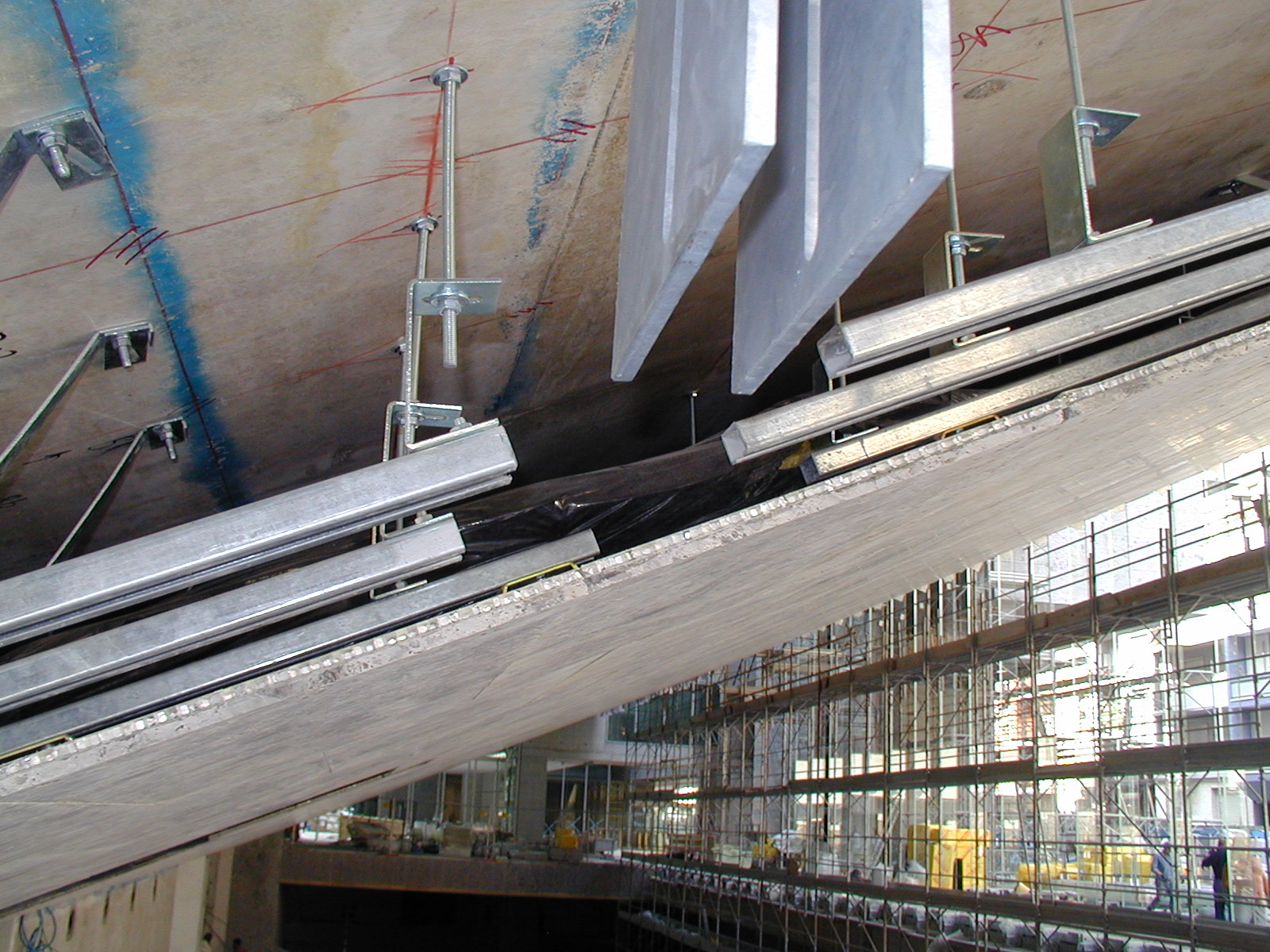
Posa lastre di Ceppo di Gré alleggerito. Contro soffitti parete ventilata Aula Magna Università Bocconi - Milano

Gli impieghi del Ceppo di Gré sono vari, dai rivestimenti esterni e interni alle pavimentazioni, scale, contro-soffitti, imbotti di finestre, soglie e davanzali. Si possono anche eseguire elementi architettonici a massello, sagomati, realizzati con centri di lavoro a controllo numerico, oppure di arredo urbano o di arredo di interni, quali piani cucina, di bagno, mobili, tavoli, camini ed elementi di design. Le lastre per rivestimento verticale possono essere incollate e assicurate mediante zanche metalliche, oppure posate a parete ventilata, con ancoraggio meccanico. Le pavimentazioni, anche se levigate mantengono la caratteristica di non essere scivolose, anche in condizioni di superficie bagnata e hanno una buona resistenza al calpestio e all'abrasione.

## Riconoscimenti e realizzazioni

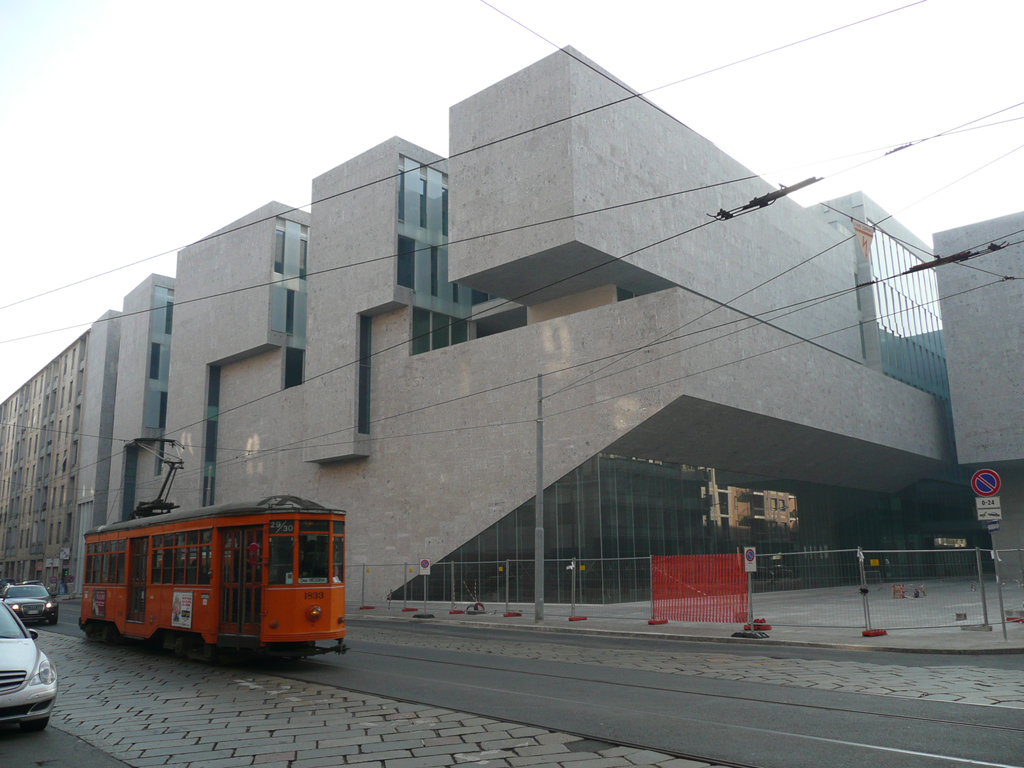
Università Luigi Bocconi - Milano. Rivestimenti e pavimenti in Ceppo di Gré

Il ceppo di Gré è stato utilizzato per rivestire importanti progetti che hanno ottenuto riconoscimenti nell'architettura a livello nazionale e internazionale. Nel 1994 a Carrara, alla Marble Architectural Awards, per la realizzazione dell'ampliamento del cimitero di Sovere, progetto dell'architetto Marco Tomasi. Nel 2008 ha consentito allo Studio Grafton Architects di Dublino di ricevere il primo premio per l'Edificio dell'anno e nella categoria "learning" alla prima edizione del World Architecture Festival  di Barcelona, e a Verona nel 2009 per il Premio Internazionale Architetture in Pietra, per la realizzazione della nuova sede dell'Università Luigi Bocconi a Milano.
A Trento è stata realizzata l'area sportiva "Ghiaie", su progetto dell'architetto Renato Rizzi; a Rodengo Saiano parte della pavimentazione esterna dell'"Outlet Franciacorta" è realizzata con lastre di ceppo di Gré, progetto dello Studio Deotto Associati, mentre per i rivestimenti dei nuovi edifici commerciali nell'area ex Cantoni a Legnano, lo Studio Macola ha scelto questa pietra per i rivestimenti esterni. In Germania, oltre a vari accessi alle stazioni della metropolitana di Monaco di Baviera e altri edifici sono stati realizzati i rivestimenti del Centro Congressi di Amburgo e del sagrato del Duomo di Colonia.
In Belgio, a Tongeren, sono in ceppo di Gré i rivestimenti del Gallo-Romeins Museum, progetto dell'Architetto italo-belga Alfredo De Gregorio, vincitore nel maggio 2011 del "Premio del museo europeo dell'anno 2011". Nel 2015 il Ceppo di Gré venne scelto per rivestire una parte rappresentativa dell'Ambasciata Australiana a Jakarta, progetto dello Studio Denton Corker Marshall. Nel 2017 a Zurigo (CH) è stato impiegato per rivestire il nuovo palazzo uffici Shiffbauplatz, progettato dallo Studio Baukontor e nello stesso anno è stata realizzata la fornitura per la pavimentazione del centro commerciale MixC Shopping Mall a Shenzhen (Cina).